# کانینگهم (کانزاس)
کانینگهم (به انگلیسی: Cunningham) شهری در ایالت کانزاس کشور ایالات متحده آمریکا است که جمعیت آن در سرشماری سال ۲۰۱۰ میلادی، ۴۵۴ نفر بوده‌است. شهر به افتخار جی. دی. کانینگهم که یک مهاجر موفق بوده است نامگذاری شده است.

## نگارخانه

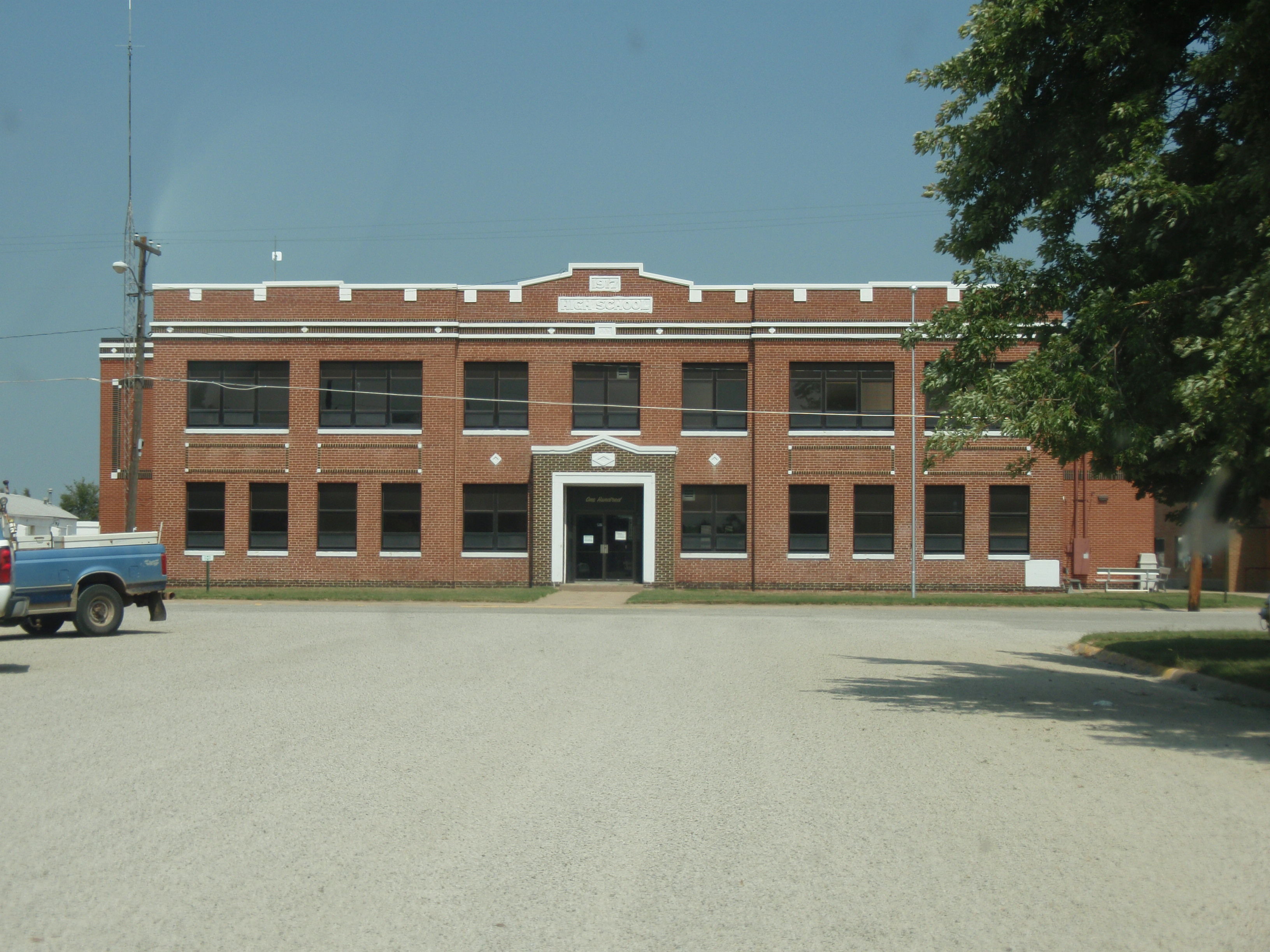
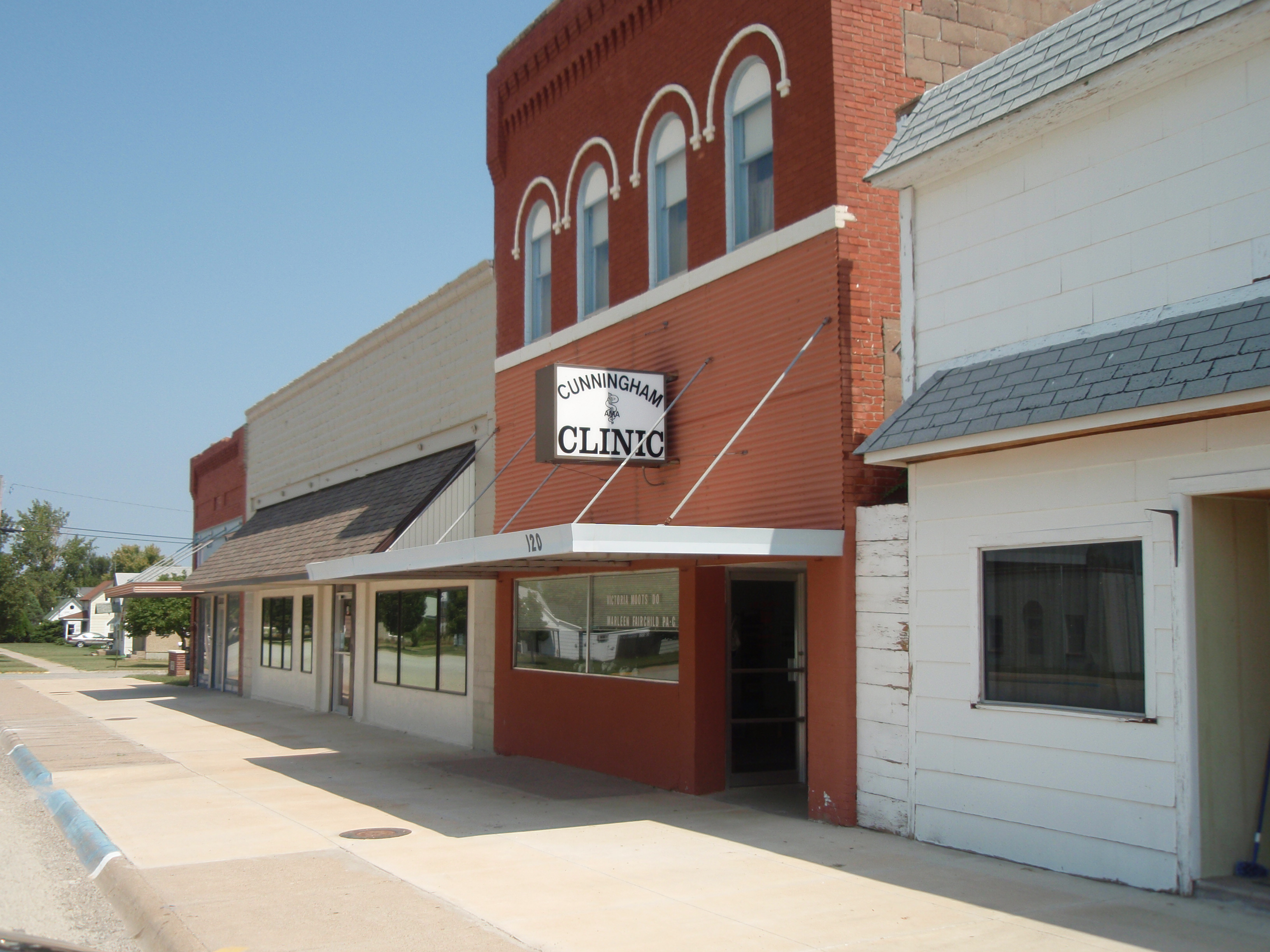